# ジョン・ケイド

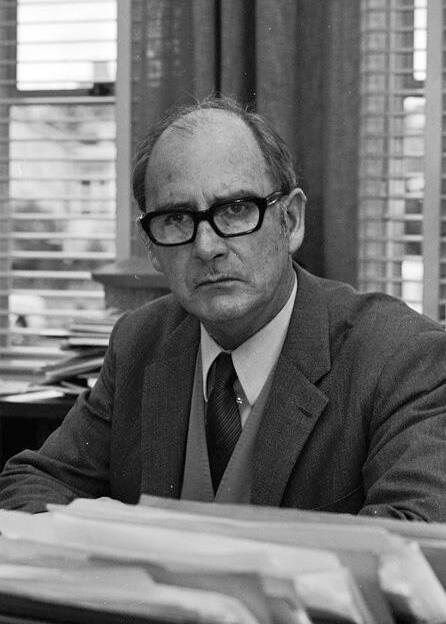
John Cade 1971 (cropped)

ジョン・フレデリック・ジョセフ・ケイド（John Frederick Joseph Cade AO, 1912年1月18日 - 1980年11月16日）は、オーストラリアの医学者、精神科医。

## 経歴
ケイドは1912年にオーストラリアのビクトリア州に、医者デイヴィッド・ダンカン・ケイドの息子として生まれた。父親のデイヴィッドは第一次世界大戦中は軍医として働き、殊功勲章(DSO)を得ている。
ケイドはメルボルンのスコッチカレッジとメルボルン大学に学び、医学博士号を取得した後、聖ヴィンセント病院、王立小児病院に勤務した。1936年に政府の精神衛生局に入り、モントパーク精神病院の医師に任命された。
1937年11月1日には看護婦のエスタナ・エヴリン・ジャン・チャールズと結婚し、4男1女に恵まれた。
1935年に民兵としてオーストラリア軍の軍医大尉となり、1940年に外科医として野戦病院に配属となった。1941年の2月にシンガポールに派遣され、9月には少佐に昇格したが、1942年2月の日本軍によるシンガポール占領に伴い、1945年9月までの3年半に渡って、戦争捕虜としてチャンギ収容所に収容された。
1946年1月に退役となった後は、バンドーラ帰還兵病院の精神科の責任者となった。この病院の厨房での、彼のいい加減な実験から、躁うつ病に対するリチウムの画期的な効果が見出されることになった。

## 躁うつ病治療薬としてのリチウムの発見
ケイドは、躁うつ病患者の尿には体内から躁うつ病の原因物質が含まれているのではないかと考え、使われていなかった厨房を実験室として、モルモットに患者の尿を打つ実験を始めた。ところが、途中で(誰の尿にも含まれているはずの)尿酸に効果があるのではないかと考えたケイドは、尿酸単体では水溶性に乏しいので、たまたま水に対する溶解性に優れたリチウム塩として、モルモットに与えてみる実験を行った。尿酸のリチウム塩に鎮静効果があることはすぐにわかったが、確認実験として別のリチウム塩を与えたところ、これも鎮静効果を示し、結局尿酸ではなく、リチウムイオンに鎮静効果があることが判明した。早速炭酸リチウムを少数の躁うつ病患者に投与してみたところ強力な効果を示し、その効果からケイドは躁うつ病はリチウムイオンの欠乏によって起こるのではないかと推測した。結局のところ、効果は確認されているが、原因は不明である事が現状(2023年10月現在)である。
リチウムの効果は劇的ではあったが、致死量と治療効果のある投薬量が近いために、初期は患者を死亡させることもあった。また、リチウム塩はごく一般的な化合物であるために特許化できず、製薬会社が商業化に積極的でないという問題もあった。これらの制約のためにリチウムの使用は広まらず、アメリカ合衆国においては1970年まで、使用が許可されていなかった。
致死量の問題に関しては、後にリチウムの血中濃度を計って、適合性試験を行なうことで改善された。
最終的にケイドの発見したリチウムは、広く認められることとなった。
1963年からケイドは、オーストラリアおよびニュージーランド王立精神科学会のビクトリア州支部の会長となり、1969-70年にかけては本部の会長を勤めた。また、精神医学への貢献から1974年に(デンマークのモーゲンス・ショウと共に)Kittay国際賞を受賞し、さらに1976年にはオーストラリア勲章を受章している。
ケイドは自身の発見には謙虚であり、自分自身はたまたま金塊を見つけた人間に過ぎないとしている。

## 発言
『脳は他の臓器と同様に病気にもなるが、直すこともできると信じている。』

## 炭酸リチウムの効果
炭酸リチウムの有効成分はリチウムカチオンであり、その効果はニューロンの細胞膜上にある、過活性化したレセプターに関連しているのではないかと考えられている。